# Deltote geoga
Deltote geoga is een vlinder uit de familie van de uilen (Noctuidae). De wetenschappelijke naam van deze soort is voor het eerst voorgesteld als Eustrotia geoga door William Schaus in een publicatie uit 1906.
De soort komt voor in Mexico.